# Сомба (приток Водлы)
Сомба — река в Пудожском районе Карелии, Россия.
Исток — Ладвозеро, расположенное вдали от населённых пунктов. Устье реки находится в 78 км по левому берегу реки Водла, у посёлка Кривцы. Длина реки составляет 67 км, площадь водосборного бассейна — 693 км².

## Притоки
- 4 км от устья по правому берегу реки впадает река Юнга (исток — Юнгозеро).
- 8 км от устья по левому берегу реки впадает Лавручей.
- Оять (левый)
- Глубокий (правый)
- 33 км от устья по левому берегу реки впадает река Карнач.
- 42 км от устья по правому берегу реки впадает река Отовожа (исток — Отовозеро).
- 46 км от устья по левому берегу реки впадает река Саража.

## Данные водного реестра
По данным государственного водного реестра России относится к Балтийскому бассейновому округу, водохозяйственный участок реки — Водла, речной подбассейн реки — Свирь (включая реки бассейна Онежского озера). Относится к речному бассейну реки Нева (включая бассейны рек Онежского и Ладожского озера).
Код объекта в государственном водном реестре — 01040100412102000016890.